# Casey (Buenos Aires)
Casey es un pequeño paraje rural del Partido de Guaminí, Provincia de Buenos Aires, Argentina.

## Ubicación
Se encuentra a 50 km al norte de la ciudad de Guaminí, cabecera del partido, se accede por la Ruta Provincial 65 y luego un acceso por un camino rural.

## Historia
El poblado fue fundado el 15 de mayo de 1911 en el momento en que se tendieron las vías del Ferrocarril Midland y se levantó la Estación Casey. Al cesar los servicios ferroviarios en 1977 se dio un gran éxodo de sus habitantes.

## Población
Durante los censos nacionales del INDEC de 2001 y 2010 fue considerada como población rural dispersa.